# اسپنسرویل (مریلند)
اسپنسرویل (به انگلیسی: Spencerville) شهری در ایالت مریلند کشور ایالات متحده آمریکا است که جمعیت آن در سرشماری سال ۲۰۱۰ میلادی، ۱٬۵۹۴ نفر بوده‌است.